# چیما دی کون (کوه سوئیس و ایتالیا)
چیما دی کون (به لاتین: Cima di Cugn) یک کوه در مرز سوئیس و ایتالیا است. چیما دی کون ۲٬۲۳۷ متر بالاتر از سطح دریا واقع شده‌است.